# Конгресс украинских националистов
«Конгре́сс украи́нских национали́стов» (укр. Конгрес українських націоналістів) — украинская праворадикальная политическая партия.

## Создание
Была основана сторонниками ОУН (б) 18 октября 1992 году на съезде в Киеве для лоббирования националистических идей на государственном уровне (зарегистрирована 26.01.1993). Лидером партии была избрана Слава Стецько, которая возглавляла и ОУН (б).

## Участие в выборах
На парламентских выборах 27 марта 1994 года конгресс провёл в Верховную раду II созыва 5 депутатов (троих от Львовской, одного от Ивано-Франковской и одного от Тернопольской области). В 1997 году в парламент была избрана и сама председатель партии Ярослава Стецько.
На парламентских выборах 29 марта 1998 года конгресс выступал в блоке «Национальный фронт», набравшем 2,71 % и не попавшем в парламент, и провёл в Верховную раду III созыва 3 депутатов по одномандатным округам (двоих от Ивано-Франковской и одного от Тернопольской области).
На парламентских выборах 31 марта 2002 года выступал в блоке «Наша Украина» и провёл в Верховную раду IV созыва 3 депутатов.
В 2004 году Конгресс украинских националистов вместе с Организацией украинских националистов, Организацией украинских националистов (революционной) и Всеукраинским объединением «Свобода» выступил в поддержку Виктора Ющенко на президентских выборах.
На парламентских выборах 26 марта 2006 года опять выступал в блоке «Наша Украина» и провёл в Верховную раду V созыва 3 депутатов.
16 апреля 2007 года большинством голосов делегатов съезда блока «Наша Украина» глава КУН Алексей Ивченко был исключён из избирательного списка. 4 июля он объявил, что не будет баллотироваться в Верховную раду.
5 июля КУН в преддверии внеочередных парламентских выборов вместе с девятью другими партиями (Наша Украина, Вперёд, Украина!, Народный рух Украины, Христианско-демократический союз, Украинская республиканская партия «Собор», Европейская партия Украины, Украинская народная партия, Партия защитников отечества и Гражданская партия «Пора») подписал соглашение о создании предвыборного блока «Наша Украина — Народная Самооборона», но 2 августа вышел из него, а 17 августа принял решение не участвовать в парламентских выборах вообще. В заявлении пресс-службы КУН со ссылкой на решение центрального совета партии говорилось: «Конгресс украинских националистов сконцентрирует свои усилия на укреплении и реформировании структуры партии, на подготовке к очередным выборам в Верховную раду, местные советы, президента Украины, привлечении членов конгресса в органы исполнительной власти… Условие роспуска Конгресса украинских националистов для участия в создании единой политической партии либерально-демократического направления для КУН неприемлемо».
7 июля 2012 года прошёл Форум патриотических сил Украины, на котором председатели «Нашей Украины», Конгресса украинских националистов и Украинской народной партии вместе с лидерами более 30 общественных организаций должны также подписали декларацию об объединении.
31 июля 2012 года прошёл XIV съезд Конгресса украинских националистов, которых принял решение идти на выборы единым списком кандидатов с партией «Наша Украина» и Украинской народной партией.
На местные выборы 2015 года представители Конгресса украинских националистов шли по спискам Всеукраинского объединения «Свобода».
16 марта 2017 года Конгресс украинских националистов, Всеукраинское объединение «Свобода», «Национальный корпус», «Правый сектор», Организация украинских националистов и «C14» подписали «Национальный манифест».

## Деятельность партии
22 июня 2011 года, в день 70-летней годовщины начала Великой Отечественной войны, члены Конгресса украинских националистов сожгли флаги России у посольства Российской Федерации в Киеве. Как описал данную акцию глава секретариата главного привода Конгресса украинских националистов Владимир Манько: 

Мы ещё раз, именно в этот день, 22 июня пришли с этими фактами для того, чтобы ещё раз обратить внимание на то, что официальная позиция Российской Федерации сейчас возвращается назад в советские времена, может уже даже и вернулась. То есть, некоторые факты из истории они выносят, некоторые они умалчивают. Вот именно то, что они умалчивают — их сотрудничество с немцами, поскольку они являются правопреемниками СССР, то они должны нести за это ответственность. Вот это мы хотели сегодня донести как посольству, как и обществу.

### Скандалы
В 2009 году КУН заявляет о том, что в гитлеровских рядах в ходе Второй мировой войны воевала армия численностью 150 тыс. этнических евреев. В свою очередь, Украинский еврейский комитет назвал эту информацию «откровенной ложью и попыткой отрицания Холокоста и разжигание межнациональной вражды», заметив что антисемитизм был составной частью идеологии ОУН «в документе провода ОУН „Борьба и деятельность ОУН во время войны“ отмечается, что в случае начала войны, на территории Украины оккупированной вермахтом, ОУН должна создать для евреев концлагеря».

#### Запорожская область
По сообщению украинского сайта MIGnews.com, глава КУН в Запорожской области Василий Тымчина во время открытия памятника жертвам Голодомора 1932—1933 гг. 24 ноября 2007 заявил: «Я скажу вам несколько слов: пришел наш час, и Днепр покраснеет от крови жидов и москалей». По утверждению ресурса, выступление произошло в присутствии представителей силовых ведомств: Службы безопасности Украины, Министерства внутренних дел, Генеральной прокуратуры. В заявлении Министерства иностранных дел Российской Федерации от 14 декабря 2007 года данные выпады приведены как пример «русофобских и антисемитских высказываний». В то же время Прокуратура Запорожской области, проведя расследование, заявила, что Тымчина на митинге по случаю открытия памятника жертвам Голодомора не только не произносил таких призывов, но и не мог этого сделать, так как был болен и на данном митинге вообще не присутствовал. Кроме того, в действительности памятник, на митинге по случаю открытия которого присутствовали руководители области во главе с губернатором, вице-президентом Евро-Азийского еврейского конгресса Евгением Червоненко, был открыт не 24, а 29 ноября 2007 г.
По данным прокуратуры Запорожской области 24 ноября 2007 года, В. Тымчина участвовал в митинге, который прошёл возле памятного знака на улице Дзержинского в г. Запорожье. Он выступил с речью, но никаких заявлений с призывами к физическому уничтожению граждан еврейской и русской национальностей, а также других высказываний, направленных на разжигание национальной вражды, не делал. Это подтвердили опрошенные представители власти, правоохранительных органов и общественных организаций. Согласно предоставленным Запорожской областной телерадиокомпанией аудиоматериалам, которые содержат запись выступления В. Тымчины 24 ноября 2007 года, в его выступлении не было высказываний, направленных на разжигание национальной вражды.
В настоящее время интернет-страницы со скандальными утверждениями изъяты с сайта MIGnews.com.

#### Киев
30 июня 2009 г. несколько человек, в том числе член Конгресса украинских националистов Николай Кохановский, повредили памятник Ленину в центре Киева на Бессарабской площади. Милиция задержала пять человек, было возбуждено уголовное дело. Сами националисты заявили, что акция приурочена к дню рождения командующего УПА Романа Шухевича.